# Cigaritis collinsi
Cigaritis collinsi is een vlinder uit de familie van de Lycaenidae. De wetenschappelijke naam van de soort is voor het eerst gepubliceerd in 1980 door Jan Kielland.
De soort komt voor in de bergbossen van het Westelijk-Usambaragebergte in Tanzania tussen 1800 en 2200 meter hoogte. 